# 八代順子
八代 順子（やしろ じゅんこ、1948年2月17日 - ）は、日本の元女優。本名、国沢 純子（くにざわ じゅんこ）。　
高知県出身。高知県立須崎高等学校卒業。

## 人物
高校卒業後、歌手を目指して上京。
1967年、大映のニューフェイス募集で合格し、第19期ニューフェイスとして大映に入社。1968年、ガメラシリーズ第4作『ガメラ対宇宙怪獣バイラス』で渥美マリ、八重垣路子とともにデビュー。デビュー直後の紹介記事では、三枚目や明るい下町娘役を目標の役柄に挙げている。
その後、渥美、南美川洋子たちとともに「五人娘」として売り出し、『ある見習い看護婦の記録 赤い制服』（1969年）、『十代の妊娠』（1970年）などの青春映画で活躍する。
1971年よりテレビドラマに活動の場を移し、『めだかの歌』の準主役を経て、『女の時がほしいの』ではヒロイン役を演じた。『女の時がほしいの』当時の紹介記事では「ヒロインが同年代のためやりやすい」と述べている。
同年に大映が倒産した後もテレビドラマで活動を続けたが、結婚を機に芸能界を引退した。
趣味は、ボウリング。

## 出演作品

### 映画
※『ザ・カゲスター』以外大映作品。
- ガメラシリーズ
  - ガメラ対宇宙怪獣バイラス（1968年） - 柴田正子
  - ガメラ対大魔獣ジャイガー （1970年） - 北山みわ子
- セックス・チェック 第二の性（1968年） - 女中
- 不信のとき（1968年） - マントールのホステス
- ある女子高校医の記録 妊娠（1968年） - ツンコ
- 女賭博師尼寺開帳（1968年） - マーケット女店員
- フリーセックス 十代の青い性（1968年） - 戸沢富子
- 高校生芸者（1968年） - 関根直江
- ある女子高校医の記録 初体験（1968年） - マキ
- 女賭博師奥ノ院開帳（1968年） - みどり
- ある女子高校医の記録 失神（1969年） - 三瓶花子
- ある見習い看護婦の記録 赤い制服（1969年） - 五条文枝
- ダンプ・ヒップ・バンプ くたばれ野郎ども - （1969年）トップ
- ある女子高校医の記録 続・妊娠（1969年） - 芦沢かおる
- ヤングパワー・シリーズ 新宿番外地（1969年） - ちか子
- あなた好みの（1969年） - 鬼熊虎子
- ヤングパワー・シリーズ 大学番外地 - （1969年） - 坂井純子
- 女組長（1970年） - 千枝
- 続・いそぎんちゃく （1970年） - 佐々木芳枝
- でんきくらげ（1970年） - 伸子
- 十代の妊娠（1970年） - 石垣桃代
- 高校生番長 棒立て遊び（1970年） - 小川ひろみ
- ボクは五才（1970年） - 水沢すみ子
- おさな妻（1970年） - 瀬上和子
- すっぽん女番長（1971年） - 弥生
- ザ・カゲスター（1976年、東映） - 豹女

### テレビドラマ
- めだかの歌（1971年、TBS）
- ファミリー劇場 / ひかりの中の海（1971年、NTV）
- 女の時がほしいの（1971年、TBS）※主演[7]
- ライオン奥様劇場 / 偽れる妻（1971年、CX）
- 清水次郎長 第52話「さよなら清水港」（1972年、CX）
- 大江戸捜査網（第2シリーズ） 第15話「三匹の用心棒」（1972年、12ch）
- 水戸黄門 第3部 第22話「消えた姫君 -下関-」（1972年、TBS） - 鶴姫
- キイハンター（1972年、TBS）
  - 第232話「怪奇!幻の墓の女」 - 堀川美沙
  - 第239話「地獄の殺人! 大捜査網」
- ウルトラシリーズ （TBS）
  - ウルトラマンA 第38話「復活! ウルトラの父」（1972年） - ユカリ
  - ウルトラマンレオ 第48話「恐怖の円盤生物シリーズ! 大怪鳥円盤 日本列島を襲う!」（1975年） - 厚子
- 燃える兄弟 第21話「結婚サギ師の甘い生活」（1973年、TBS） - 由紀子
- 刑事くん 第2部 第9話「雨に追われて」（1973年、TBS） - 田辺ユキ
- 花王愛の劇場 / 愛ある日々（1973年、TBS）
- イナズマンF（1974年、NET）
  - 第1話「恐怖のガイゼル総統と謎のデスパー軍団!」 - 鈴木良子
  - 第18話「レッドクイン暗殺のバラード」 - レッドクイン / 飛鳥夕子
- 愛ぬすびと（1974年、東海テレビ）
- 仮面ライダーX 第19話「ゆうれい館で死人がよぶ!!」（1974年、MBS） - 弓子
- 特別機動捜査隊（NET）
  - 第652話「壁の中に消えた女」（1974年） - 石黒圭子、佐伯志津子（二役）
  - 第663話「あたしは二十四歳の女」（1974年） - 路子
  - 第685話「暗黒街ひとりぼっち」（1974年） - 三枝子
  - 第698話「欲望という河」（1975年） - 内海みち子
  - 第725話「拳銃」（1975年） - 千恵子
  - 第735話「あるニッポンの悲劇」（1975年） - 河本雅江
  - 第742話「競馬人生」（1976年） - 春江
  - 第760話「三億円エレジー」（1976年） - 木暮愛子
- 氷紋（1974年、YTV）
- バーディー大作戦 第36話「追出刑事暗殺計画」（1975年、TBS） - 戸川真紀子
- 家なき子（1975年、TBS） - 眉村しのぶ
- 同心部屋御用帳 江戸の旋風　第9話「十三夜の女」（1975年、CX）
- ポーラ名作劇場 / 櫂（1975年、NET）
- ザ・カゲスター 第12話「豹女の東京ジャングル作戦!」（1976年、NET） - 豹女